# Enanismo en el pollo doméstico

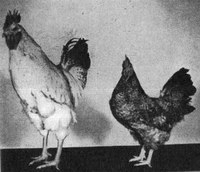
Enanismo determinado por el gen recesivo ligado al sexo dw. Tamaño comparativo de dos gallos que son hermanos completos. Izquierda: Hermano de talla normal (genotipo Dw/dw). Derecha: Hermano de talla enana (genotipo dw/dw).

El enanismo en el pollo doméstico es una condición hereditaria en el pollo doméstico que consiste en un retraso significativo del crecimiento, resultando en individuos adultos con una talla considerablemente más pequeña en comparación con los especímenes normales de la misma estirpe o población.
Las aves afectadas no manifiestan indicios de enanismo en las primeras semanas de edad. Las diferencias de talla debidas al enanismo aparecen lenta y progresivamente a lo largo de la etapa de crecimiento. Los criadores de pollos comienzan a distinguir gradualmente las aves normales de las enanas por el acortamiento de los tarsos y el menor tamaño corporal. En dependencia de la raza, la mayor parte de los individuos enanos comienzan a reconocerse cuando las aves alcanzan las ocho o diez semanas de edad, 
pero su clasificación es más precisa cuando los pollos alcanzan cinco o más meses de edad. A partir de esta edad las diferencias entre hermanos normales y enanos se evidencia en todos los machos y en 98% de las hembras. Los pollos enanos alcanzan la madurez sexual y se reproducen normalmente.
Se ha encontrado que el enanismo en el pollo doméstico está controlado por factores genéticos simples. Algunos de estos factores son autosómicos mientras que otros son ligados al sexo, pero cuando los criadores de pollos se refieren a 'pollos enanos' están aludiendo al enanismo recesivo ligado al sexo debido al gen recesivo dw, localizado en el cromosoma Z. 
Como las gallinas enanas reproductoras de carne pueden tener pollos de tipo broiler (asadero) de talla normal, el enanismo recesivo ligado al sexo ha encontrado aplicación en la industria avícola a partir de las últimas décadas del siglo XX.
Estas reproductoras enanas requieren menos alimento y menos espacio de alojamiento que las reproductoras de talla normal. También tienen mayor tolerancia al calor (ver: Ventajas...). Debido a esto la utilización de gallinas enanas reproductoras de pollos de tipo broiler contribuye a ahorrar gastos y mejorar tanto el bienestar animal como la eficiencia económica en la industria europea del broiler (ver: Utilidad de...). Pero a pesar de estas probadas ventajas, su utilización no se ha generalizado en la industria avícola.

## Tipos autosómicos de enanismo
Se han encontrado dos tipos diferentes de enanismo autosómico en el pollo doméstico. Estos tipos de enanismo están controlados por genes localizados en los cromosomas autosómicos, por lo que se heredan de la misma manera en ambos sexos.

### Enanismo tiroideo,td
En el año 1929 se describió un tipo de enanismo en diferentes estirpes de la raza Rhode Island Red. Este tipo de enanismo producía individuos que mostraban un retraso general del crecimiento, reconocible desde las dos o tres semanas de edad. El dedo externo de las patas se presentaba curvado hacia atrás. El cráneo era alto y ancho en relación con su longitud mientras que la mandíbula superior del pico se encontraba curvada hacia abajo. La lengua aparecía acortada y tumescente. Las patas acortadas, más evidentemente en los metatarsos que en los fémures. La condición era semi-letal. Ninguna de las aves afectadas alcanzó la madurez sexual. Se consideró que esto era el resultado de una disfunción de la glándula tiroides, similar a la condición patológica de los seres humanos conocida como mixedema infantil. Los enanos de este tipo eran homocigóticos para un gen autosómico recesivo td (del inglés: thyrogenous dwarfism).

### Enanismo autosómico,adw
Otro tipo de mutación que afecta el tamaño corporal se halló en la estirpe experimental K de pollos Cornell. El tamaño corporal se mostraba reducido en un 30% y las aves afectadas podían reconocerse desde las seis u ocho semanas de edad. La madurez sexual aparecía algo tardíamente y la tasa de puesta de huevos era un 90% de la que presentaban las aves normales de la estirpe K de pollos Cornell. La viabilidad era buena pero la incubabilidad era pobre. Esta condición era debida a un gen autosómico recesivo que fue designado adw (del inglés: autosomal dwarfism).
El objetivo final de los estudios modernos de genética es encontrar los genes que determinan estos caracteres. Para alcanzar esto está ganando importancia el enfoque hacia el comúnmente llamado gen candidato posicional. Este enfoque está basado en la localización genética de un carácter utilizando análisis de ligamiento genético. El mapeo comparativo del locus del carácter con los mapas genéticos de seres humanos y ratones pueden revelar genes candidatos para el carácter en cuestión. El mapeo comparativo reveló que el enanismo autosómico en el pollo (adw) está localizado en la región cromosómica que se conserva entre los pollos, humanos y ratones. En el pollo el fenotipo "pigmeo", similar al adw del pollo está localizado en esa misma región. El fenotipo pigmeo del ratón surge de la inactivación del Grupo I-C de Alta Movilidad (HMGCI-C). En los seres humanos el gen HMGCI-C se encuentra localizado también en el mismo segmento conservado de cromosoma. La hibridación fluorescente in situ de cromosomas de pollos en metafase utilizando como sonda el gen HMGI-C del pollo demostró que este gen se encuentra realmente localizado en la región del locus adw.  El Factor de crecimiento insulínico tipo 1 codificado en los seres humanos por el gen IGF1 es otro candidato para el gen adw del pollo.

## Enanismo ligado al sexo
En las aves, las hembras constituyen el sexo heterogamético, o sea, tienen un cromosoma sexual Z y un cromosoma sexual W (genotipo ZW), mientras que los machos constituyen el sexo homogamético y portan dos cromosomas Z (genotipo ZZ). Por esto los cruzamientos recíprocos pueden producir resultados bastante diferentes.

### Enanismo recesivo ligado al sexo,dw
En la década de 1940 F. B. Hutt estudió un tipo notable de enanismo en el pollo doméstico causado solamente por un gen recesivo ligado al sexo, al cual le asignó el símbolo dw.
Esta mutación reduce el tamaño corporal en las hembras en 26-32%, pero el efecto es aún más notable en los machos homocigóticos siendo de alrededor de 42-43%. Los polluelos son de tamaño normal. Este es el tipo de enanismo mejor estudiado en el pollo doméstico. El enanismo ligado al sexo en las estirpes de carne se reconoce, en primer término, por el acortamiento de los tarsos más que por la reducción del peso corporal, en la etapa de crecimiento.
No se evidencian indicios de enanismo ligado al sexo en las primeras semanas de edad. Algunos individuos se pueden clasificar como enanos a las 8-10 semanas de edad, pero la clasificación es más precisa cuando los pollos alcanzan cinco o más meses de edad. A partir de ese momento se evidencian las diferencias entre enanos y normales en todos los machos y en casi todas (98%) las hembras. Estos pollos enanos alcanzan la madurez sexual y se reproducen normalmente.
Las hembras normales siempre son del genotipo Dw/-, mientras que las hembras enanas siempre son del genotipo dw/-, porque las hembras constituyen el sexo heterogamético, portando solamente un cromosoma Z. Es decir, las hembras que portan el gen ligado al sexo para el enanismo son siempre puras y exhiben el carácter. Por otra parte los machos normales pueden ser homocigóticos Dw/Dw o heterocigóticos Dw/dw, mientras que los machos enanos son siempre homocigóticos dw/dw.
La dosis doble de genes de enanismo causa que el enanismo resulte mucho más evidente en los machos que en las hembras. La imagen más arriba ilustra el tamaño comparativo de dos gallos que son hermanos completos nacidos el mismo día: El de la izquierda es el hermano normal, de genotipo Dw/dw, mientras que el de la derecha es el hermano enano, de genotipo dw/dw.

#### Causas hormonales del enanismo
Entre los muchos factores implicados en la regulación del crecimiento, las hormonas tiroideas conocidas como tiroxina T4 (tetrayodotironina), tiroxina T3 (triyodotironina), la hormona del crecimiento GH (del inglés: growth hormone), y el Factor de crecimiento insulínico tipo 1 han sido los más estudiados en los pollos enanos.
Los pollos con enanismo ligado al sexo se caracterizan por bajos niveles circulatorios de T3 e IGF-I a pesar de tener niveles normales o elevados de T4 y GH. La deficiencia de T3 se explica por una baja actividad periférica de la monodeyodación T4 que puede estar relacionada con una asimilación anormal de T4 por parte de las células, particularmente de los hepatocitos. La baja producción de IGF-I puede estar relacionada con un receptor GH deficiente, lo que se deduce de la baja dosis de GH observada en el hígado de los pollos enanos. La síntesis de tanto la T3 como la IGF-I pueden compartir pasos metabólicos comunes ya que la tiroidectomía también disminuye los niveles de IGF-I, mientras que la inyección de GH estimula la monodeyodación de T4 a T3 en embriones normales, pero no en los enanos. Se necesitan estudios adicionales del receptor GH y de la asimilación de T4 en la célula hepática para poder identificar el punto común sobre el cual el gen puede actuar. La tasa de ovulación y la lipomovilización se encuentran disminuidas en los enanos adultos pero estos hallazgos no están aún relacionados con los cambios endocrinológicos observados durante el crecimiento.
La administración de triyodotironina (T3) en la dieta, desde el nacimiento hasta las ocho semanas de edad, a los pollos con enanismo ligado al sexo, estimula el crecimiento pero no es capaz de restablecer el ritmo normal de crecimiento.
El enanismo ligado al sexo en el pollo es una forma de resistencia a la hormona de crecimiento que se asemeja al Síndrome de Laron de los seres humanos, caracterizado por una reducción de la estatura y de los niveles plasmáticos del Factor de crecimiento insulínico tipo 1 (IGF-I).
Las variantes del gen receptor de la hormona del crecimiento producen pollos con enanismo ligado al sexo, pero los efectos de las diferentes variantes son distintos.

### Enanismo Bantam,dwB
El enanismo de tipo Bantam es una variedad de enanismo que se encuentra en muchas razas de pollos enanas. Los pollos Bantam son también conocidos como miniaturas. Estas aves son populares como mascotas, pero las gallinas Bantam son también reconocidas por su alta disposición para incubar los huevos (Cloquera). Son madres muy protectoras y atacan a cualquiera que intente acercarse a sus polluelos. 
Los cruzamientos recíprocos entre pollos de talla normal y los del tipo Bantam revelan que estos últimos son portadores de uno o varios genes dominantes ligados al sexo que reducen el tamaño corporal. Esta mutación se encuentra presente en pollos de la raza Sebright Bantam y probablemente en otras razas del tipo Bantam. Esta mutación se considera que se trata de un alelo del locus Dw diferente del alelo dw.
En genética, la convención más común es que se nombren con inicial mayúscula los alelos más dominantes, y con letras minúsculas los alelos recesivos (ver:Dominancia). A pesar de esto la literatura especializada se refiere al gen de enanismo Bantam con el símbolo dwB.

### Enanismo MacDonald,dwM
Se halló un segundo tipo de enanismo recesivo ligado al sexo en una población de aves enanas. Esta mutación se piensa que se trate de un alelo del locus Dw diferente del alelo dw. Esta conclusión se basa en el hecho de que los machos heterocigóticos dwM/dw producen hembras que se pueden clasificar en dos tipos atendiendo a la longitud de los tarsos. La evidencia no permite aún concluir del todo que se trate de un alelo diferente del Bantam dwB. 
Hasta el presente nivel de conocimiento el orden de dominancia de los alelos del locus Dw ligado al sexo es: dwB > Dw > dw.
En otras palabras, el alelo dwB para el enanismo de tipo Bantam es dominante sobre el alelo normal Dw, y este último es dominante sobre el alelo recesivo dw. La existencia de un segundo alelo recesivo no se encuentra confirmada todavía.

## Utilidad del enanismo ligado al sexo en la industria avícola
El enanismo recesivo ligado al sexo ha encontrado aplicación en la industria avícola en las últimas décadas del siglo XX. La aplicación en la producción de pollos de tipo broiler se basa en el hecho conocido de que las reproductoras maternas enanas producen 100% de su descendencia normal cuando se aparean con machos normales. Los machos de dicha progenie son todos heterocigóticos Dw/dw, mientras que las hembras son hemicigóticas Dw/-.
En la producción comercial de pollos de tipo broiler el uso de reproductoras enanas adquirió una gran importancia. Actualmente la mayoría de las reproductoras de pollos de tipo broiler en Europa son de tamaño normal, pero 18-20% de las reproductoras son enanas. La utilización del enanismo también ha encontrado aplicación en la producción comercial de huevos. Las ponedoras Leghorn enanas necesitan menos espacio de alojamiento, así que su principal ventaja es que permiten un uso más eficiente del espacio de crianza, obteniéndose más huevos por unidad de superficie, aunque el menor tamaño de los huevos impone una seria desventaja a este propósito.

### Ventajas de las gallinas reproductoras de carne
Actualmente, en la práctica, los lotes parentales reproductores de pollos de carne enfrentan problemas de bienestar. La selección intensiva para los caracteres de producción, especialmente la velocidad de crecimiento, está asociada con un creciente requerimiento nutricional y por tanto del consumo de alimento, pero también con disfunción reproductiva y disminución de la actividad sexual en los reproductores de pollos de tipo broiler. Un primer problema serio es la severa restricción de alimento que se aplica durante la crianza, a fin de evitar problemas de salud y alcanzar mayor producción de huevos. Esta severa restricción de alimento tiene efectos negativos sobre el bienestar animal, y es la causa de estrés crónico como resultado del hambre. La utilización de gallinas reproductoras con crecimiento rápido requieren de severos programas de restricción de alimento, tanto para maximizar la producción de huevos y polluelos como para evitar desórdenes metabólicos y mortalidad en las reproductoras de pollos de tipo broiler. La correlación negativa entre el crecimiento muscular y la efectividad de la reproducción se conoce como la "paradoja de los reproductores de carne". Utilizar gallinas reproductoras enanas es una buena alternativa, porque las gallinas enanas exhiben una buena aptitud reproductiva con una alimentación ad libitum.
Con respecto al bienestar de las aves la utilización de reproductoras de crecimiento lento es una alternativa viable para reducir los efectos negativos de la restricción de alimento. Las gallinas reproductoras enanas de pollos del tipo broiler no necesitan sufrir una severa restricción de alimento como ocurre con las reproductoras de tamaño normal. La descendencia de estas gallinas enanas tiene una velocidad de crecimiento similar a la progenie de gallinas de tamaño normal. La utilización de gallinas enanas reproductoras de pollos del tipo broiler, mejora la eficiencia del alimento permitiendo reducir los costos en alimentos hasta en 33%. Ellas ocupan 20-30% menos espacio de alojamiento y tienen mayor tolerancia al calor. Las pruebas comparativas de comportamiento prueban que estas ventajas son importantes en un ambiente tropical.